# Anneliese Michel
Anneliese Michel (Leiblfing, Baviera, Alemania Occidental; 21 de septiembre de 1952-Klingenberg am Main, Baviera; 1 de julio de 1976) fue una mujer alemana católica que fue sometida a un exorcismo en 1975 y que murió al año siguiente, tras negarse a continuar con el tratamiento médico y psiquiátrico que le habían dado durante los siete años anteriores a su fallecimiento. Investigaciones posteriores determinaron que Anneliese presentaba cuadros de desnutrición y deshidratación, por lo que sus padres y los sacerdotes responsables fueron acusados de homicidio negligente. La investigación y el juicio subsiguientes atrajeron la atención del público y los medios de comunicación, debido a la decisión inusual de la Iglesia católica de emplear un ritual con 400 años de antigüedad, algo que ha sido rara vez visto desde el siglo XVIII.
Tras el veredicto de culpables, los acusados fueron sentenciados a seis meses en la cárcel, pero se permutó la pena por tres años de libertad condicional y una fianza.
Es considerado el caso de exorcismo y supuesta posesión más documentado de la Historia, además de haber marcado un hito en la práctica del exorcismo debido a que en 1984 la Iglesia católica archivó el caso y varios años después se determinaría que en los actos de exorcismo siempre estuviera presente personal médico especializado.

## Hospitalización
En 1969 Anneliese Michel comenzó a padecer extraños ataques y se creía que podía tener epilepsia. Permaneció internada en el hospital psiquiátrico de Würzburgo. Cuando salió, logró completar sus estudios de bachillerato. En 1973 se matriculó en la Universidad de Wurzburgo.
Al entrar en un hospital psiquiátrico no mejoró en nada la salud de Anneliese, su depresión empeoró, y cada vez aumentaba más su frustración con el tratamiento médico, en tanto que no percibía mejora. El tratamiento médico a largo plazo no dio resultado; su estado, incluyendo la depresión, empeoró. Habiendo centrado su vida alrededor de una fe católica devota, Anneliese empezó a manifestar una condición de posesión demoníaca, intolerancia a los objetos y espacios consagrados (como un crucifijo), e imágenes de la Virgen, entre otros. 
En junio de 1970, Anneliese fue internada de nuevo en el hospital psiquiátrico, donde le fue prescrita medicación contra las convulsiones por primera vez, aunque nunca alivió sus síntomas. 
Continuó hablando de lo que llamaba las "caras malignas", que veía varias veces al día mientras rezaba. Anneliese se acabó convenciendo de que la medicina no le podía ayudar. Completamente convencida de que su enfermedad tenía un origen espiritual, pidió a la Iglesia local dos veces que se le practicara un exorcismo y fue rechazada. Ese mismo mes, se le prescribió otra medicina, Periciazina, que es un tipo de Fenotiacina con propiedades similares a las de la Clorpromacina. Se usa en el tratamiento de distintas psicosis, incluyendo la esquizofrenia y la conducta desviada; pero solo empeoró su estado. 
En noviembre de 1973, Anneliese empezó su tratamiento con Tegretol (Carbamazepina), que es un estabilizador emocional. Anneliese tomó esta medicación con frecuencia, hasta poco antes de su muerte.

## Exorcismo
En 1973, Anneliese abandonó el tratamiento de esquizofrenia en el hospital psiquiátrico de Würzburg y sus padres acudieron a la parroquia local solicitando a los religiosos que su hija fuera sometida a un exorcismo. Al principio, todos ellos lo rechazaron, ya que la doctrina de la Iglesia con respecto a estas acciones es muy estricta. 
Poco después, el párroco Luis Alt, considerado un respetado experto en la materia, creyó probar que Anneliese reunía las condiciones suficientes para considerarse poseída y consiguió el permiso de las autoridades eclesiásticas para realizar un exorcismo siguiendo el ritual. Durante las sesiones, Anneliese manifestó estar poseída por seis demonios diferentes: Lucifer, Caín, Judas Iscariote, Nerón, Hitler y un sacerdote corrupto del siglo XVI de apellido Fleischmann (estos dos últimos fueron sustituidos por Belial y Legión en la película).
Antes de eso, se había destrozado las rodillas en ataques de genuflexión compulsiva (600 al día). Se escondía debajo de la mesa, ladrando como un perro durante un par de días. Comía arañas, carbón y le arrancó la cabeza de un mordisco a un pájaro muerto. Lamía su propia orina del suelo y podía oírsele a través de la pared gritando durante horas.

## Muerte
El exorcismo se prolongó durante un año. En la primavera de 1976, Anneliese sufría neumonía y anemia. Gradualmente debilitada y agotada hasta la fiebre, murió el 1 de julio a los 23 años. 
La autopsia de Anneliese atribuyó el fallecimiento a la desnutrición y deshidratación. Los padres de Anneliese fueron llevados a juicio por la presunta culpabilidad de asesinato de su hija, junto a los dos curas que realizaron los exorcismos. Todos fueron declarados culpables de homicidio por negligencia al permitir que llegara a la desnutrición y se les condenó a seis meses de cárcel, sustituidos por una fianza y tres años de libertad condicional.
Este hecho inspiró los filmes El exorcismo de Emily Rose (2005) y Réquiem: el exorcismo de Micaela (2006).